# Tamura, Fukushima
Tamura (japanska: 田村市?, Tamura-shi) är en stad i Fukushima prefektur i Japan. Staden bildades 2005.